# Åneby Station
Åneby Station (Åneby stasjon) er en jernbanestation på Gjøvikbanen, der ligger ved byområdet Åneby i Nittedal kommune i Akershus fylke i Norge. Stationen består af to spor med to perroner og en gul stationsbygning i træ tegnet af Gerhard Fischer. Stationen er ubemandet og har heller ikke billetautomater.
Stationen blev oprettet som holdeplads 27. maj 1905, tre år efter Gjøvikbanens åbning i 1902. Oprindeligt hed den Aaneby, men navnet blev ændret til Åneby i april 1921. I 1945 blev den opgraderet til station. Stationen blev fjernstyret 13. december 1971 og gjort ubemandet 20. marts 1972.